# Аптечна куля

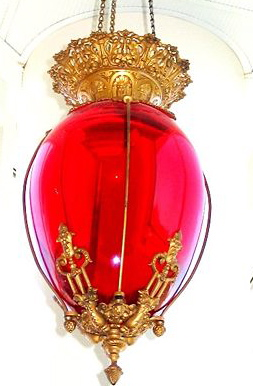
Куля, що висить у бібліотеці біології і фармації університету Огайо

Аптечна куля (англ. show globe) — скляна посудина з кольоровою рідиною усередині, яка застосовувалася у США в XVII—XX століттях як покажчик аптеки для безграмотних людей.

## Поширення

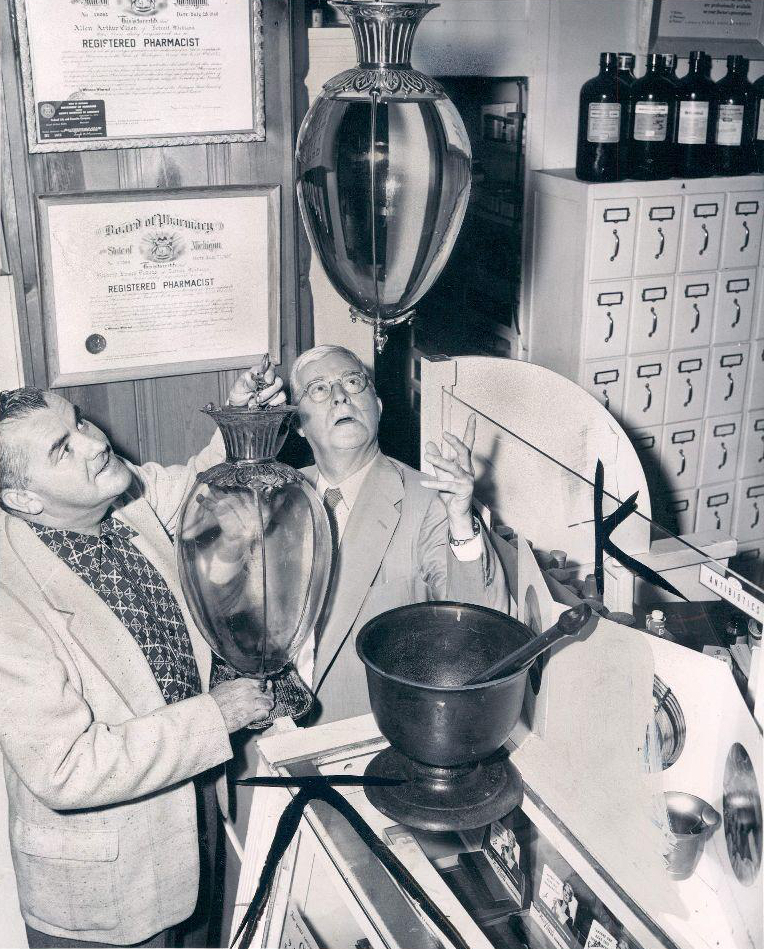
Фармацевти в лабораторії підвішують посудини, Ферндейл, 1954.

Ранні американські поселення постійно відчували нестачу медичних працівників. Державні посадовці, релігійні лідери, педагоги і власники домашніх господарств виконували обов'язки медичних радників. Мешканці Джеймстауна (Вірджинія), одного з таких поселень, попросили у контролюючої організації прислати лікарів і фармацевтів. У великих населених пунктах були створені аптекарські магазини. Перша американська фармакопея була надрукована в 1778 році. Аптеки були теплими і затишними приміщеннями, на фасадах яких вивішувалися аптечні кулі, які до 1789 року імпортувалися в Америку. Оскільки майже всі будівлі в місті мали схожу будову, цей унікальний знак відрізняв аптеку від пекарні або збройової крамниці. В цей час конструкція і форми посудин почали ускладнюватися і розвиватися.
Попри те, що аптечні кулі в основному представлені в англомовних країнах, вони з'являлися і на інших територіях, зокрема, у Франції.

## Конструкція і кольори
Чимале значення мав колір рідини. Червоний і синій кольори могли вказувати на артеріальну і венозну кров. Можливо, що посудини наповнювали червоною рідиною, якщо в місті поширювалася епідемія. Зелена рідина означала ординарний стан. Фармацевти створювали яскраві кольори за допомогою хімічних реактивів, часто наслідуючи книгу рецептів.
Більшість посудин робилися зі звичайного скла, іноді використовували гравірування, наприклад, травленням. Існували «багатоповерхові» посудини, зібрані з декількох посудин різних розмірів, де менші посудини служили корками для великих. Посудини могли прикріплятися до стіни або підвішуватися на латунному ланцюгу.
Еволюція дизайну відбувалася в основному завдяки зусиллям американської скляної мануфактури. Упродовж 1870-х у фармацевтичних каталогах рекламувалися аптечні кулі різних виробників, кожен з яких пропонував власний дизайн. У 1869 році винахідникові Генрі Вітні з Кембриджа, штат Массачусетс, був виданий патент на конструкцію Improved show-bottle («поліпшеної вивіски-пляшки»), що є аптечною кулею, основну частину якої зроблено з кольорового скла, а шийку й основу — з прозорого. Мета цієї конструкції полягала у тому, щоб усунути необхідність використання кольорової рідини, яка може осідати усередині пляшки і робити її непридатною для практичного застосування.

## Втрата популярності
На початок XX століття нові магазини уникали використання посудин і, незважаючи на численні спроби відновити до них інтерес, вони зникли з американських аптек. Підтримка посудин, що поновилася, в 1930-х рр. спонукала Owens-Illinois Glass Company представити моделі з електричною лампочкою усередині. У 1950-х журнал American Druggist закликав фармацевтів повертати у використання аптечні кулі, називаючи їх концепт найбільшою товарною маркою з усіх коли-небудь винайдених.

### Зовнішні посилання
- Тайна жезла цирюльника — f42 community
- Музей фармацевтики Джеймса О'Мара в Канаде [Архівовано 13 серпня 2017 у Wayback Machine.]
- Красивые флакончики — Аптечные флаконы [Архівовано 8 жовтня 2016 у Wayback Machine.] — стаття з перекладом інформаційних листівок Королевського фармацевтичного товариства[en].
- Show Globes | College of Pharmacy — University of Arizona (англ.) — музей фармацевтичного коледжу Аризонського університету.
- Introduction: Mysterious Show Globes of the Apothecary exhibit [Архівовано 17 січня 2017 у Wayback Machine.](англ.) — виртуальная выставка исторической библиотеки Медицинского университета Южной Калифорнии.
- The Apothecary Shoppe | Collect Medical Anitques [Архівовано 31 липня 2017 у Wayback Machine.](англ.) — фотографии антиквариата на медицинскую тематику, в том числе и аптечных шаров.